# Ilja Iwaszka
Ilja Uładzimirawicz Iwaszka, biał. Ілья Уладзіміравіч Івашка (ur. 24 lutego 1994 w Mińsku) – białoruski tenisista, reprezentant kraju w Pucharze Davisa.

## Kariera tenisowa
Zawodowym tenisistą Iwaszka został w 2013 roku.
W zawodach Wielkiego Szlema zadebiutował podczas US Open 2016, wygrywając najpierw eliminacje. W pierwszej rundzie turnieju głównego przegrał z Pablem Carreño-Bustą.
W rozgrywkach cyklu ATP Tour Białorusin wygrał jeden turniej w grze pojedynczej. Ponadto zwyciężył w czterech singlowych turniejach cyklu ATP Challenger Tour.
W marcu 2016 zadebiutował w reprezentacji Białorusi w Pucharze Davisa.
W rankingu gry pojedynczej najwyżej był na 40. miejscu (20 czerwca 2022), a w klasyfikacji gry podwójnej na 317. pozycji (12 czerwca 2023).

### Finały w turniejach ATP Tour
| Legenda                                      |
| -------------------------------------------- |
| Wielki Szlem                                 |
| Igrzyska olimpijskie                         |
| Tennis Masters Cup / ATP Finals              |
| ATP Masters Series / ATP Tour Masters 1000   |
| ATP International Series Gold / ATP Tour 500 |
| ATP International Series / ATP Tour 250      |

#### Gra pojedyncza (1–0)
| Końcowy wynik | Nr | Data             | Turniej       | Nawierzchnia | Przeciwnik  | Wynik finału |
| ------------- | -- | ---------------- | ------------- | ------------ | ----------- | ------------ |
| Zwycięzca     | 1. | 28 sierpnia 2021 | Winston-Salem | Twarda       | Mikael Ymer | 6:0, 6:2     |